# Attentato di Oklahoma City
L'attentato di Oklahoma City è stato un attacco terroristico commesso il 19 aprile 1995 contro l'edificio federale Alfred P. Murrah, nel centro di Oklahoma City. Causò la morte di 168 persone, tra cui 19 bambini, e il ferimento di 672. Fu il più sanguinoso attentato terroristico entro i confini degli Stati Uniti prima degli attentati dell'11 settembre 2001. Per l'attentato venne usato un camion al cui interno era stata costruita una bomba contenente più di 2.300 kg di fertilizzante a base di nitrato d'ammonio, miscelato con circa 540 kg di nitrometano liquido e 160 kg di Tovex. L'esplosione fu così forte da essere udita fino a 89 km di distanza. Oltre al bersaglio furono distrutti anche molti degli edifici circostanti.
Timothy McVeigh, veterano della guerra del Golfo, venne riconosciuto come colpevole dell'attentato: processato e condannato alla pena di morte, fu giustiziato l'11 giugno 2001 tramite iniezione letale. Terry Nichols, complice di McVeigh, fu condannato all'ergastolo (che sta scontando nel carcere di massima sicurezza ADX Florence). I coniugi Michael e Lori Fortier, inizialmente coinvolti nella pianificazione e organizzazione dell'attentato, collaborarono con le forze inquirenti e, in cambio di una lieve condanna, furono inseriti nel programma di protezione per testimoni.

## Storia

### Preparazione
I due principali artefici dell'attentato, Timothy McVeigh e Terry Nichols, si conobbero per la prima volta nel 1988, a Fort Benning, in Georgia, durante l'addestramento di base per l'inquadramento nell'Esercito degli Stati Uniti. Soldato modello e reduce della guerra del Golfo, dopo aver lasciato l'esercito McVeigh iniziò a vagabondare per il paese commerciando armi e, assieme all'ex-commilitone, alimentando il suo odio per il governo «usurpatore dei diritti dei cittadini americani». Ai due si unì anche Michael Fortier, vecchio compagno di stanza di McVeigh nell'esercito, con cui i due condividevano lo stesso identico sentimento di rabbia per il governo e, soprattutto, per l'FBI. Un paio di episodi in particolare, legati a due operazioni condotte dall'FBI per verificare la presenza di armi detenute illegalmente, furono determinanti nel far maturare in loro la decisione di colpire lo Stato americano: il primo è relativo all'assedio di Ruby Ridge, nel nord dell'Idaho, in cui, nell'agosto del 1992, rimasero uccisi la moglie e il figlio del leader neonazista Randy Weaver, membro dell'Aryan Nations che da anni vivevano isolati con la propria famiglia; il secondo episodio è l'assedio di Waco nel Texas dell'aprile del 1993, quando l'operazione dell'FBI per espugnare il ranch, sede dell'organizzazione dei davidiani, terminò con la morte di 80 persone e lo stesso leader della setta David Koresh.
Inizialmente deciso a distruggere semplicemente un edificio federale, solo in seguito McVeigh maturò il convincimento che il suo messaggio sarebbe stato più efficace con molte persone uccise nell'attentato. In questo senso, nel dicembre 1994, insieme a Fortier si recò a Oklahoma City per ispezionare un potenziale obiettivo, l'Alfred P. Murrah Federal Building, un edificio di nove piani, costruito nel 1977, che ospitava quattordici agenzie federali, oltre agli uffici di reclutamento per l'esercito e per il corpo dei Marines. Già precedentemente preso di mira, nel 1983, da un gruppo radicale di identità cristiana e per la supremazia ariana, chiamato The Covenant, The Sword, and the Arm of the Lord (Il Patto, la Spada e il braccio del Signore), che aveva complottato di farlo saltare in aria con l'utilizzo di alcuni razzi esplosivi, l'edificio venne scelto dai terroristi per il suo fronte in vetro che avrebbe dovuto frantumarsi sotto l'impatto dell'esplosione, e per il suo adiacente e ampio parcheggio che avrebbe potuto assorbire e dissipare in parte la forza dell'esplosione e quindi proteggere gli occupanti non-federali degli edifici vicini. Inoltre, McVeigh pensava che lo spazio aperto intorno all'edificio avrebbe permesso delle riprese fotografiche più efficaci per motivi di propaganda.
Individuato il bersaglio, l'attacco venne quindi pianificato per il 19 aprile 1995, in coincidenza con l'anniversario dell'assedio di Waco ed il 220º anniversario della battaglia di Lexington e Concord. La preparazione dell'attentato durò per sette mesi. Non potendo permettersi grosse spese i tre decisero di utilizzare l'ANFO, una miscela casalinga di fertilizzante e nitrometano, con l'aggiunta di materiale plastico. In due occasioni, il 30 settembre e il 18 ottobre del 1994, Nichols acquistò 46 kg di nitrato di ammonio e, in seguito, circa 540 kg di nitrometano liquido e 160 kg di Tovex. Nell'ottobre del 1994 McVeigh mostrò a Fortier e sua moglie Lori un disegno nel quale indicava la struttura della bomba che voleva costruire: 2.300 kg di fertilizzante, mescolati con il nitrometano liquido e il Tovex, per confezionare una miscela esplosiva che avrebbe avuto un peso complessivo di circa 3.200 kg. Michael e Lori Fortier ospitarono McVeigh per un certo periodo a casa propria, prima dell'attentato e Lori preparò per McVeigh una patente falsa, a nome di Richard Kling, con cui il terrorista affittò, il 15 aprile 1995, il camion Ford F-700 usato nell'attentato. Lori e Michael Fortier, inizialmente coinvolti nel progettare l'attentato, si tirarono poi indietro e non parteciparono alla fase finale. Il giorno successivo McVeigh e Nichols guidarono la macchina che avrebbero utilizzato per la fuga fino a Oklahoma City, parcheggiando ad alcuni isolati di distanza dal Murrah Federal Building e, dopo aver rimosso la targa, prima di far ritorno in Kansas, lasciarono un biglietto con la scritta: "Non abbandonato. Si prega di non trainare. Sarà spostato entro il 23 aprile. (Necessita di batteria e cavo)."

### Attuazione
All'alba del 19 aprile 1995, McVeigh si mise alla guida del camion Ford F-700 carico di barili con la miscela esplosiva diretto a Oklahoma City e, alle 9 in punto, lo parcheggiò di fronte al Murrah Building. Una volta innescata la miccia si allontanò verso un'auto per la fuga, buttando le chiavi del veicolo a pochi isolati di distanza.
Alle 09:02 il camion esplose davanti alla facciata nord provocando 168 vittime (tra cui 19 bambini) e 672 feriti, la distruzione del palazzo e l'apertura di un cratere di nove metri di larghezza e due metri e mezzo di profondità sulla NW 5th Street, la via accanto all'edificio. L'esplosione danneggiò altri 324 edifici in un raggio di 16 isolati e distrusse 86 veicoli in tutto il sito.
McVeigh venne arrestato 90 minuti dopo l'esplosione: in fuga sulla sua auto, si diresse verso nord, sulla Interstate 35 e, nei pressi di Perry (nella contea di Noble, Oklahoma) dopo circa un'ora di viaggio, venne fermato dal poliziotto Charlie Hanger, che aveva notato l'assenza della targa del suo mezzo (una Mercury Marquis). Avvicinatosi all'auto, l'agente notò che McVeigh viaggiava con un'arma nascosta sotto la giacca e con il porto d'armi non valido per l'Oklahoma. Il poliziotto fu quindi costretto ad arrestare McVeigh, senza naturalmente sapere di avere fra le mani il criminale che aveva appena distrutto il Murrah Building.
Il giorno dopo l'attentato, la polizia fornì due identikit che ritraevano i possibili colpevoli e che furono inviati via fax ai media e agli uffici di polizia di tutto il paese. I due identikit, raffiguranti due giovani uomini bianchi, furono chiamati per convenzione John Doe nº1 e John Doe nº2. Uno di questi (John Doe nº1) venne identificato in Timothy McVeigh, mentre dell'altro non si riuscirono mai a stabilire le generalità, né l'FBI si attivò fino in fondo per scoprirle.
Indagando sul numero di telaio del mezzo usato nell'esplosione e sui resti della targa, gli agenti federali furono in grado di collegare il veicolo ad una specifica agenzia di noleggio Ryder, sita a Junction City: attraverso la testimonianza di Eldon Elliot, titolare dell'agenzia, gli agenti riuscirono a collegare McVeigh con l'attentato. McVeigh venne identificato anche da Lea McGown del Dreamland Motel (di Junction City), in cui il terrorista aveva soggiornato la notte del 14 aprile 1995, e che ricordò la sua presenza ed il possesso del camion utilizzato nell'attentato.
Il 21 aprile anche Nichols apprese di essere indagato. Gli investigatori scoprirono prove incriminanti nella sua abitazione: nitrato di ammonio, detonatori, libri sulla fabbricazione di bombe, una copia di Hunter (un romanzo del 1989 scritto da William Luther Pierce, fondatore e presidente della National Alliance, l'organizzazione politica antisemita e nazionalista) e una mappa disegnata a mano del centro di Oklahoma City, su cui è stato segnato l'edificio Murrah e il punto dove l'auto per la fuga di McVeigh era stata nascosta. Il 10 maggio successivo, dopo un interrogatorio di nove ore, Terry Nichols venne formalmente arrestato. Il 25 aprile anche suo fratello, James Nichols, venne arrestato, ma rilasciato dopo 32 giorni per mancanza di prove. Jennifer McVeigh, sorella di Timothy, venne accusata di aver spedito illegalmente proiettili al fratello, ma le venne poi concessa l'immunità in cambio di una testimonianza contro di lui. Sia McVeigh che Nichols dichiararono che nessun altro (tranne loro) partecipò direttamente all'attentato: «la verità è che io ho fatto saltare l'edificio Murrah».

## I processi e le condanne
Inizialmente l'FBI formulò tre ipotesi relative ai presunti responsabili dell'attentato. La prima riguardava terroristi internazionali come, ad esempio, lo stesso gruppo che aveva realizzato l'attentato al World Trade Center del 1993. La seconda ipotesi conduceva ad un cartello della droga e ad un possibile atto di vendetta contro gli agenti della DEA per il fatto che l'edificio ospitasse un ufficio della stessa agenzia federale antidroga statunitense. L'ultima ipotesi faceva riferimento a gruppi dell'area radicale cristiana legati a teorie del complotto.
L'inchiesta da parte degli inquirenti condusse a processi e condanne separate per McVeigh, Nichols e Fortier. Il procedimento a carico di McVeigh ebbe inizio il 24 aprile 1997 nell'aula del tribunale di Denver. Gli Stati Uniti erano rappresentati da un team di procuratori guidato da Joseph Hartzler che, nella sua dichiarazione di apertura, delineò le motivazioni e le prove contro l'imputato. Secondo l'accusa, McVeigh, aveva sviluppato un odio per il governo durante la sua permanenza nell'esercito, ulteriormente rafforzati dagli eventi di Waco e Ruby Ridge. Il processo durò solo due mesi soprattutto grazie alle testimonianze dei coniugi Lori e Michael Fortier che, in cambio di una lieve condanna, svelarono diversi particolari del complotto. Alla giuria bastarono solo 24 ore in camera di consiglio per raggiungere il verdetto e, il 2 giugno 1997, McVeigh venne riconosciuto colpevole per 11 capi di imputazione per cospirazione, omicidio colposo, uso di un mezzo di distruzione di massa, strage tramite esplosivo. Venne condannato a morte e non mostrò mai un rimpianto per la strage e né volle mai chiedere perdono ai parenti delle vittime. McVeigh ha invitato il direttore d'orchestra David Woodard a tenere una messa prequiem alla vigilia della sua esecuzione a Terre Haute, Indiana; pur avendo condannato il crimine capitale di McVeigh, Woodard accettò. Inizialmente fissata per il 16 maggio 2001, e poi rinviata di 30 giorni dal ministro della giustizia John Ashcroft, l'esecuzione venne eseguita l'11 giugno: alle 7.14 di mattina, McVeigh venne giustiziato con un'iniezione letale presso il Complesso Federal Correctional di Terre Haute.
Il 3 novembre del 1997, a Denver, ebbe inizio anche il processo contro Terry Nichols: a suo carico c'erano otto imputazioni per omicidio di primo grado e tre per attività dinamitarda. Tra le prove a suo carico, oltre alle testimonianze dei coniugi Fortier, nella sua casa vennero rinvenute le ricevute per l'acquisto del fertilizzante usato come esplosivo, detonatori e armi rubate. Nichols respinse l'offerta di collaborare per aiutare i magistrati a saperne di più sulla cospirazione e, il 4 giugno del 1998, venne condannato al carcere a vita.
Lo Stato dell'Oklahoma, nel 2000, ha cercato di convertire la sua condanna in pena di morte e, il 26 maggio 2004, la giuria lo ha dichiarato colpevole di tutte le accuse, ma rifiutando di condannarlo a morte. Il presidente del tribunale, Steven Taylor, decise per la condanna a 161 ergastoli senza possibilità di libertà condizionale.
Michael e Lori Fortier furono considerati complici per la loro presenza nella pianificazione dell'attentato. Michael accettò però di testimoniare contro McVeigh e Nichols, in cambio di una riduzione della pena e l'immunità per sua moglie. Il 27 maggio 1998 venne condannato a dodici anni di reclusione e a una multa di 75 000 dollari per non aver avvertito le autorità circa l'attacco. Il 20 gennaio del 2006, dopo aver scontato dieci anni e mezzo di carcere, Fortier venne rilasciato per buona condotta e inserito nel programma di protezione testimoni con una nuova identità.

## Motivazioni dell'attentato
McVeigh affermò che l'attentato avvenne come vendetta contro il governo rispettivamente: per la strage dei Nativi Americani di Wounded Knee, per l'assedio di Ruby Ridge e per l'assedio di Waco.
McVeigh era solito citare frequentemente il romanzo di propaganda suprematista bianca The Turner Diaries; fotocopie di pagine del libro vennero ritrovate nella sua macchina, in particolare pagine che descrivevano un attentato esplosivo simile al campidoglio di Washington.
In un messaggio di 1200 parole spedito dalla prigione di massima sicurezza di Florence in Colorado nel marzo 1998, McVeigh affermò che il suo attacco terroristico era "moralmente equivalente" all'intervento militare statunitense contro l'Iraq e altri paesi stranieri. Il messaggio, inviato alla redazione della Fox News, venne diffuso nel maggio di quello stesso anno, all'apice della crisi in Iraq e pochi mesi prima dell'attuazione dell'Operazione Desert Fox.

## Ipotesi di complotto
(Niki Deutchman, Presidente Camera di Consiglio)
Nonostante non sussistano forti e ragionevoli dubbi sul fatto che Timothy McVeigh sia stato il principale responsabile dell'attentato di Oklahoma City, nel corso degli anni diverse ipotesi complottiste misero in dubbio la verità processuale e la bontà delle indagini dell'FBI. McVeigh non parlò mai di altri complici, cosa che gli avrebbe permesso di ottenere l'ergastolo anziché la pena di morte e, sicuramente coinvolto nel progetto contro l'FBI, è realmente riscontrato che si trovasse per certo quel giorno sul luogo dell'attentato.
Secondo lo scrittore e saggista Gore Vidal che, nel suo libro La fine della libertà, traccia un profilo di McVeigh abbastanza approfondito grazie allo stretto rapporto epistolare che ebbe con lui durante il periodo detentivo precedente la condanna a morte, McVeigh era estremamente affascinato dalla morte per una causa: «Perché? McVeigh ci ha raccontato a lungo riguardo alle sue ragioni, ma i nostri governanti e i loro mezzi di comunicazione hanno invece preferito dipingerlo come un sadico mostro impazzito» Anche se risulta inverosimile che McVeigh sia stato inserito in un contesto molto più complesso e variegato e del quale nessuno è stato mai in grado di fornire riscontri credibili, le diverse teorie sul complotto riguardo agli eventi che circondano l'attentato sono state comunque riportate dai media e su vari saggi usciti nel corso del tempo. Alcune teorie sostengono che, individui appartenenti al governo, tra cui il presidente Bill Clinton, erano a conoscenza dell'imminente attentato e, intenzionalmente, avrebbero omesso di agire in proposito.
Altre teorie si concentrano invece su possibili cospiratori connessi con l'attentato o sulla possibilità che l'attentato sia stato pianificato dal governo per reprimere il movimento di milizia ariana e per fornire l'impulso per una nuova legislazione antiterrorismo, utilizzando McVeigh come capro espiatorio. Nel libro The Oklahoma City Bombing and the politics of Terror, lo scrittore David Hoffman riporta la lettera del generale in pensione Benton K. Partin, inviata il 17 maggio 1995 a tutti i membri di Camera e Senato statunitensi e in cui, dall'alto della sua esperienza, esclude ogni possibilità che un solo camion bomba possa aver apportato simili danni a un edificio possente come quello di Oklahoma. Alla stessa maniera Samuel Cohen, padre della bomba a neutroni ed ex membro del Manhattan Project, asserì che fosse «assolutamente impossibile e contro ogni legge fisica che un camion pieno di fertilizzante e olio per motori […] non importa la quantità […] possa aver fatto crollare l'edificio». Il numero del 20 marzo 1996 del bollettino «Strategic Investment», in sintonia con i precedenti interventi, riporta quanto segue: «Un rapporto segreto preparato da due esperti del Pentagono che hanno lavorato indipendentemente l'uno dall'altro è giunto alla conclusione che la distruzione del Federal Building di Oklahoma City nell'aprile scorso fu causata da almeno 5 bombe diverse […] Fonti vicine agli autori dello studio sostengono che Timothy McVeigh presente effettivamente all'attentato ha svolto un'"attività periferica", come un "utile idiota"».
Con riguardo all'identikit redatto dalla polizia che ritraeva il secondo dei possibili colpevoli, mai identificato dall'FBI, alcune indagini parallele riuscirono ad arrivare alla probabile cattura di alcuni sospetti somiglianti al disegno: Jack Mauck, vice sceriffo della contea di Shawnee, a sole 50 miglia da Junction City, Kansas, dove fu noleggiato il camion Ford e dove Mcveigh trascorse una notte al Dreamland Motel insieme a un altro uomo, rimasto sconosciuto, sostenne di aver individuato in un noto attivista antigovernativo il secondo uomo ricercato (John Doe n. 2). Qualche giorno dopo l'attacco all'edificio di Oklahoma City, Russell Roe, assistente procuratore del tribunale della contea di Geary, riferì agli agenti dell'FBI di aver individuato il secondo volto dell'identikit diffuso dalla polizia in un uomo residente nella sua zona e noto per essere coinvolto in attività antigovernative. Roe rivelò agli agenti che non solo l'individuo somigliava al John Doe n. 2 dei disegni, ma che lo stesso era stato visto esplodere bombe di fertilizzante nella sua fattoria poco prima dell'esplosione al Murrah. Lo stesso individuo segnalato da Roe fu identificato anche da Suzanne James, dipendente della Drug Administration della stessa contea di Shawnee che, dopo aver chiamato per cinque volte l'FBI, si arrese al fatto che gli agenti non sembravano interessati alla sua testimonianza. Nel 1997, l'FBI arrestò Michael Brescia, membro del gruppo suprematista bianco Aryan Republican Army, che corrispondeva perfettamente all'identikit di John Doe 2 fatto dai testimoni dell'attentato. Nonostante ciò, Brescia venne rilasciato, in quanto ufficialmente non si trovarono prove riguardo al suo coinvolgimento. Un reporter del The Washington Post affermò riguardo all'evanescenza dell'ipotetico John Doe 2: "Un giorno forse lui (John Doe 2) verrà catturato e incarcerato. Se così non sarà, rimarrà libero, ricordato come quello che riuscì a farla franca, l'uomo del mistero al centro di innumerevoli teorie del complotto. È possibile anche che non sia mai esistito".
Un'altra testimonianza ripresa dai complottisti fu quella di Charles Farley, dipendente di un'azienda sita presso il lago Geary (Kansas), che sostenne di essersi imbattuto il 17 o 18 aprile 1995 in un pick-up, un grosso camion da traslochi, una macchina marrone parcheggiata e un camion Ryder, tutti parcheggiati lungo l'autostrada e intorno a cui gravitavano molti uomini che parevano aver problemi con l'autocarro. Farley dichiarò di aver chiesto loro se avessero avuto bisogno di aiuto, ma di esser stato respinto da un'occhiataccia di uno di quegli uomini. Il testimone sostenne d'aver riconosciuto lo stesso uomo in un'intervista TV sul fenomeno delle milizie di estrema destra. Interrogato durante il processo, la sua testimonianza non ebbe alcun effetto sull'accertamento dei fatti..
Un informatore (Carol Howe) che riuscì ad infiltrarsi nella comune suprematista bianca di Elohim City in Oklahoma aveva riportato nel gennaio 1995 che uno dei capi di Elohim City, Andreas Strassmeir, aveva parlato di un piano per la distruzione di un edificio federale e che aveva visto Alfred P. Murrah in compagnia di un altro uomo Due giorni dopo l'attentato, sulla base di questa precedente testimonianza Howe propose maggior investigazioni su un possibile coinvolgimento di Elohim City. Da ciò risultò che McVeigh aveva telefonato a Elohim City due settimane prima dell'attentato. Jane Graham, impiegato dell'Housing and Urban Development all'Alfred P. Murrah sopravvissuta all'esplosione, raccontò di come nei giorni precedenti avesse notato la presenza di numerose persone sospette che lei sospettò potessero essere potenzialmente coinvolti (persone mai viste abitualmente nei pressi dell'edificio vestiti come addetti alla manutenzione o in uniformi militari), ma le sue testimonianze vennero all'epoca ignorate dalle autorità. Successivamente Graham riconobbe in una delle persone viste proprio Andreas Strassmeir di Elohim City. Anche Michael Brescia, precedentemente indagato dopo le testimonianze di alcuni sopravvissuti, risultò, all'epoca del suo arresto, residente a Elohim City
Tutti questi elementi vennero vagliati dall'FBI, che dopo una sommaria indagine ritenne le piste fornite da questi testimoni del tutto insussistenti.